# Werneria iboundji
Werneria iboundji är en groddjursart som beskrevs av Rödel, Schmitz, Pauwels och Böhme 2004. Werneria iboundji ingår i släktet Werneria och familjen paddor. IUCN kategoriserar arten globalt som akut hotad. Inga underarter finns listade i Catalogue of Life.